# N8n cheat sheet
n8n (به اختصار از “nodemation” یعنی Automation with Nodes) یک ابزار متن‌باز برای اتوماسیون جریان‌کار (Workflow Automation) است. این نرم‌افزار مشابه سرویس‌هایی مانند Zapier یا Integromat عمل می‌کند اما به‌صورت Self-Host (قابل نصب روی سرور شخصی) نیز ارائه می‌شود.
با استفاده از n8n کاربران می‌توانند بدون نیاز به کدنویسی گسترده، مجموعه‌ای از عملیات را با اتصال سرویس‌ها، APIها و پردازش داده‌ها به‌صورت خودکار انجام دهند.

### 📖 اصطلاحات n8n
| اصطلاح                               | تعریف                                                                  | مثال کاربردی                                               |
| ------------------------------------ | ---------------------------------------------------------------------- | ---------------------------------------------------------- |
| Workflow (جریان‌کار)                  | مجموعه‌ای از گره‌ها (Nodes) که یک فرایند خودکار را تشکیل می‌دهند.         | ساخت یک Workflow برای گرفتن RSS و ارسال به تلگرام.         |
| Node (گره)                           | هر مرحله در Workflow. می‌تواند Trigger یا پردازشی باشد.                 | HTTP Request، Telegram, Function                           |
| Trigger Node (گره آغازگر)            | گره‌ای که شروع Workflow را مشخص می‌کند.                                  | Cron برای اجرای روزانه ساعت ۹ صبح                          |
| Regular Node (گره معمولی)            | گره‌هایی که بعد از Trigger اجرا می‌شوند.                                 | ارسال پیام به Slack پس از دریافت وبهوک                     |
| Item (آیتم)                          | کوچک‌ترین واحد داده در n8n که بین گره‌ها جابجا می‌شود.                    | یک رکورد JSON مثل { "name": "Ali" }                        |
| JSON Data (داده متنی)                | ساختار اصلی داده در n8n برای انتقال بین گره‌ها.                         | { "title": "Book", "price": 100 }                          |
| Binary Data (داده دودویی)            | داده فایل (عکس، PDF، صوت و …) که به همراه JSON منتقل می‌شود.            | آپلود عکس پروفایل به تلگرام                                |
| Expression (عبارت)                   | استفاده از مقادیر گره‌های قبلی یا محاسبات در پارامترها.                 | {{$json["name"]}} یا {{$node["HTTP Request"].json["url"]}} |
| Parameter (پارامتر)                  | مقدارهایی که تنظیمات هر Node را مشخص می‌کنند.                           | تعیین URL در HTTP Request                                  |
| Credential (اعتبارنامه)              | ذخیره‌سازی امن کلیدهای API و اطلاعات ورود سرویس‌ها.                      | توکن تلگرام یا کلید OpenAI                                 |
| Execution (اجرا)                     | هر بار که یک Workflow اجرا می‌شود.                                      | اجرای دستی برای تست یا خودکار با Trigger                   |
| Active Workflow (جریان فعال)         | Workflowی که فعال شده و به صورت خودکار هنگام رخداد Trigger اجرا می‌شود. | فعال‌سازی یک Webhook برای دریافت سفارش‌های جدید              |
| Error Workflow (جریان خطا)           | Workflow جایگزین برای مدیریت خطاهای Workflow اصلی.                     | ارسال ایمیل به مدیر در صورت خطا                            |
| HTTP Request                         | Node برای ارسال/دریافت داده از APIها.                                  | دریافت داده از https://api.github.com                      |
| Webhook                              | نقطه ورودی برای دریافت داده بیرونی.                                    | دریافت فرم کاربر و شروع Workflow                           |
| Function / Function Item             | اجرای کد JavaScript برای پردازش داده‌ها.                                | تبدیل قیمت از دلار به ریال                                 |
| IF Node                              | شرط‌گذاری روی داده‌ها.                                                   | اگر status=200 → ادامه، در غیر این صورت توقف               |
| Split In Batches                     | تقسیم داده‌های زیاد به چند بخش کوچک‌تر.                                  | ارسال ۱۰۰۰ ایمیل در دسته‌های ۱۰۰تایی                        |
| Merge                                | ادغام خروجی چند Node.                                                  | ترکیب نتایج API1 و API2                                    |
| Manual Execution (اجرای دستی)        | اجرای دستی Workflow برای تست و دیباگ.                                  | تست خروجی یک Function                                      |
| Production Execution (اجرای عملیاتی) | اجرای خودکار Workflow وقتی فعال است.                                   | اجرای روزانه Cron در سرور                                  |
| Schedule Trigger                     | اجرای Workflow طبق زمان‌بندی مشخص.                                      | اجرای یکبار در هفته                                        |
| Looping                              | اجرای تکراری یک بخش از Workflow روی مجموعه‌ای از داده‌ها.                | پردازش لیست سفارش‌ها                                        |

برای درک بیشتر این ابزار میتوانید آموزش های لازم را در سایت https://learnclasico.com/ ببینید
1. ↑  «n8n چیست؟ راهنمای جامع اتوماسیون گردش کار با ابزار متن-باز». learnclasico.com. دریافت‌شده در ۲۰۲۵-۰۸-۱۹.